# Hoplophorella contigua
Hoplophorella contigua är en kvalsterart som först beskrevs av Wojciech Niedbała 2004.  Hoplophorella contigua ingår i släktet Hoplophorella och familjen Phthiracaridae. Inga underarter finns listade i Catalogue of Life.